# Соутман, Питер
Питер, или Петер Клас Соутман, Питер Клас Сутман (нидерл. Soutman, Pieter Claesz; между 1593 и 1601, Харлем — 16 августа 1657, Харлем) — голландский рисовальщик, живописец и гравёр эпохи Золотого века Голландии.

## Биография
Соутман родился в Харлеме (провинция Северная Голландия), он был современником Франса Халса, Хендрика Герритса Пота и Питера Класа, и находился под влиянием всех троих, о чём свидетельствуют противоречивые атрибуции его картин на протяжении веков. Он был младшим из шести детей богатого владельца харлемской пивоварни. По сведениям Арнольда Хоубракена, автора «Жизнеописаний нидерландских художников и художниц» (1718—1721), Соутман учился рисунку и живописи у Питера Пауля Рубенса в Антверпене, гравированию — у Якоба Матама.
Должно быть, он добился успеха, потому что историк и поэт Самуэль Ампцинг упоминает его в своём стихотворении о Харлеме.
Вероятно, во время визита князя Владислава Вазы в Антверпен в 1624 году Рубенс рекомендовал его как превосходного художника. В том же году Соутман отправился в Польшу, где был назначен королевским придворным художником.
Сoутман служил королю Сигизмунду III Вазе до 1628 года, когда он вернулся в Харлем. Его семейные связи позволили ему стать членом католической организации «Hofje Codde en Van Beresteijn». Соутман стал уважаемым художником-портретистом в Харлеме и получал множество заказов на прибыльные групповые портреты. Вместе с другими рисовальщиками и гравёрами Питер Соутман работал в мастерской Рубенса в Антверпене, а также в печатной мастерской издательства Христофора Плантена «Officina Plantiniana», где с 1612 по 1637 год было выполнено огромное количество гравюр, воспроизводящих большую часть творческого наследия выдающегося живописца.
Живописные работы Соутмана находятся в собраниях многих музеев, а также во дворце Huis ten Bosch в Гааге. Его учениками были Корнелис Виссхер, Якоб Луис и Питер ван Сомпель.

## Галерея
- Офицеры гражданской гвардии Харлема, называемые Кловенье, или мушкетерами, в период службы 1639-1642 годов. 1642. Холст, масло. Музей Франса Халса, Харлем
- Автопортрет с женой. Холст, масло. Герцогский музей, Гота
- Портрет Владислава IV. Ок. 1644. Холст, масло. Национальный музей, Познань
- Владислав Ваза. Ок. 1626. Холст, масло. Музей Чарторыйских, Краков
- Молодой человек с посохом. 1640. Дерево, масло. Национальная галерея искусства, Вашингтон
- Четыре евангелиста. Холст, масло. Национальный музей изобразительных искусств, Стокгольм
- Лаокоон и сыновья.  Холст, масло. Музей изящных искусств, Бордо